# 井上倫宏
井上倫宏（日语：／ Inoue Norihiro，1958年3月7日—2022年2月28日）是日本男性聲優、男演員、舞臺劇演員，出生于神奈川縣，畢業于法政大學。

## 個人作品

### 電視動畫
- 校園迷糊大王二學期（天滿八雲之父）
- 你好 安妮 ～Before Green Gables（華爾特·雪利）

1996年
- 名侦探柯南（太田勝）

1998年
- 危险调查员（平賀＝奇頓・太一）

1999年
- 金田一少年事件簿（和田守男）
- 地球防卫企业（樱田荣二郎）
- 週刊ストーリーランド（ミル）

2000年
- 向陽之樹（坂本龍馬）

2001年
- 水果篮子（草摩藉真）

2002年
- 最終兵器少女（學者之男）
- 花田少年史（村上猛）

2003年
- 奇諾之旅（男）
- 探侦学园Q（五岛田学）
- PEACE MAKER鐵（山南敬助）
- 神槍少女（馬可）

2004年
- 遥远时空中（帝）

2005年
- 魔法先生（高畑·T·隆道）

2006年
- Code Geass 反叛的魯路修（第二皇子 修奈傑爾·El·不列顛尼亞）

2007年
- 名偵探柯南（安達賴人）

2008年
- Code Geass 反叛的鲁路修 R2（第二皇子 修奈傑爾·El·不列顛尼亞）

2019年
- 名偵探柯南（鹿屋辰馬）

2021年
- 名偵探柯南（平田和明）

### 電視劇
- 真田太平記
- 太平記
- 德川慶喜

### OVA
- 銀河英雄傳說：阿尔弗雷德·罗察士

### Dream CD
- 遙遠時空中
- 百鬼夜行抄
- 幻想魔傳最游記

### 電視劇、電影配音
- 《ER》（葛馬克）
- 《大長今》（閔政浩）
- 《同伊》（肅宗）